# Сертификат открытого ключа
Сертификат открытого ключа (сертификат электронной подписи, сертификат ключа подписи, сертификат ключа проверки электронной подписи (согласно ст. 2 Федерального Закона от 06.04.2011 «Об электронной подписи» № 63-ФЗ)) — электронный или бумажный документ, содержащий открытый ключ, информацию о владельце ключа, области применения ключа, подписанный выдавшим его Удостоверяющим центром и подтверждающий принадлежность открытого ключа владельцу.
Открытый ключ может быть использован для организации защищённого канала связи с владельцем двумя способами:
- для проверки подписи владельца (аутентификация)
- для шифрования посылаемых ему данных (конфиденциальность)

Существует две модели организации инфраструктуры сертификатов: централизованная (PKI) и децентрализованная (реализуемая на основе т. н. сетей доверия), получившая наибольшее распространение в сетях PGP.

## Принцип работы

Наглядное объяснение принципа работы сертификатов открытого ключа на примере установки ПО от стороннего разработчика пользователем в Интернете

Сертификаты, как правило, используются для обмена зашифрованными данными в больших сетях. Криптосистема с открытым ключом решает проблему обмена секретными ключами между участниками безопасного обмена, однако не решает проблему доверия к открытым ключам. Предположим, что Алиса, желая получать зашифрованные сообщения, генерирует пару ключей, один из которых (открытый) она публикует каким-либо образом. Любой, кто желает отправить ей конфиденциальное сообщение, имеет возможность зашифровать его этим ключом, и быть уверенным, что только она (так как только она обладает соответствующим секретным ключом) сможет это сообщение прочесть. Однако описанная схема ничем не может помешать злоумышленнику Давиду создать пару ключей, и опубликовать свой открытый ключ, выдав его за ключ Алисы. В таком случае Давид сможет расшифровывать и читать, по крайней мере, ту часть сообщений, предназначенных Алисе, которые были по ошибке зашифрованы его открытым ключом.
Идея сертификата — это наличие третьей стороны, которой доверяют две другие стороны информационного обмена. Предполагается, что таких третьих сторон немного, и их открытые ключи всем известны каким-либо способом, например, хранятся в операционной системе или публикуются в журналах. Таким образом, подлог открытого ключа третьей стороны легко выявляется.
Сертификат открытого ключа выдаётся центром сертификации и состоит из таких полей как:
- сам открытый ключ владельца сертификата,
- срок действия,
- имя эмитента (центра сертификации),
- имя владельца сертификата
- и, самой важной части, цифровой подписи.

Цифровая подпись гарантирует невозможность подделки сертификата. Она является результатом криптографической хеш-функции от данных сертификата, зашифрованным закрытым ключом центра сертификации. Открытый ключ центра сертификации является общеизвестным, поэтому любой может расшифровать им цифровую подпись сертификата, затем вычислить хеш самостоятельно и сравнить, совпадают ли хеши. Если хеши совпадают — значит сертификат действительный и можно не сомневаться, что открытый ключ принадлежит именно тому, с кем мы собираемся устанавливать соединение.
Если Алиса сформирует сертификат со своим публичным ключом и этот сертификат будет подписан третьей стороной (например, Трентом), любой, доверяющий Тренту, сможет удостовериться в подлинности открытого ключа Алисы. В централизованной инфраструктуре в роли Трента выступает удостоверяющий центр. В сетях доверия Трент может быть любым пользователем, и следует ли доверять этому пользователю, удостоверившему ключ Алисы, решает сам отправитель сообщения.
В SSL используется целая цепочка доверия: сертификат подписывается закрытым ключом владельца сертификата, находящегося выше в цепи.

## Формальное описание
Пусть имеются две стороны информационного обмена — {\displaystyle A}, {\displaystyle B}, желающие обмениваться сообщениями конфиденциально, и третья сторона {\displaystyle T} (играющая роль удостоверяющего центра), которой доверяют {\displaystyle A} и {\displaystyle B}.
1. Стороне {\displaystyle A} принадлежит пара ключей ({\displaystyle KA_{o}}, {\displaystyle KA_{s}}), где {\displaystyle KA_{o}} — открытый ключ, а {\displaystyle KA_{s}} — закрытый (секретный) ключ стороны {\displaystyle A}.
2. Стороне {\displaystyle T} принадлежит пара ключей ({\displaystyle KT_{o}}, {\displaystyle KT_{s}}).

{\displaystyle A} регистрируется у {\displaystyle T} (посылает запрос на подпись), указывая данные о себе и свой {\displaystyle KA_{o}}. Сторона {\displaystyle T} посредством определенных механизмов "удостоверяет личность" стороны {\displaystyle A} и выдает стороне {\displaystyle A} сертификат {\displaystyle C}, устанавливающий соответствие между субъектом {\displaystyle A} и ключом {\displaystyle KA_{o}}. Сертификат {\displaystyle C} содержит:
1. ключ {\displaystyle KA_{o}},
2. идентификационные данные субъекта {\displaystyle A},
3. идентификационные данные удостоверяющей стороны {\displaystyle T},
4. подпись стороны {\displaystyle T}, которую обозначим {\displaystyle ST}. Подпись {\displaystyle ST} — это хеш (набор символов, хеш-сумма/хеш-код), полученный в результате применения хеш-функции к данным сертификата {\displaystyle C}, зашифрованный стороной {\displaystyle T} с использованием своего закрытого ключа {\displaystyle KT_{s}}.
5. и другую информацию.

{\displaystyle A} посылает стороне {\displaystyle B} свой сертификат {\displaystyle C}. {\displaystyle B} проверяет цифровую подпись {\displaystyle ST}. Для этого {\displaystyle B}
1. самостоятельно вычисляет хеш от данных сертификата {\displaystyle C},
2. расшифровывает ЭЦП сертификата {\displaystyle ST} с помощью всем известного {\displaystyle KT_{o}}, получив другой хеш,
3. проверяет равенство этих двух хешей.

Если полученные хеши равны - ЭЦП корректна, а это подтверждает, что {\displaystyle KA_{o}} действительно принадлежит {\displaystyle A}.
Теперь {\displaystyle B}, зная открытый ключ {\displaystyle A} и зная, что он принадлежит именно {\displaystyle A}, может шифровать этим открытым ключом все последующие сообщения для {\displaystyle A}. И только {\displaystyle A} сможет их расшифровать, так как {\displaystyle KA_{s}} известен только {\displaystyle A}.

## Структура сертификата
Электронная форма сертификата определяется стандартом X.509. Перечень обязательных и необязательных полей, которые могут присутствовать в сертификате, определяется данным стандартом, а также законодательством. Согласно законодательству России и Украины (закон «Об электронной цифровой подписи») сертификат должен содержать следующие поля:
|                                                                                     | Украина | Россия |
| ----------------------------------------------------------------------------------- | ------- | ------ |
| уникальный регистрационный номер сертификата                                        | +       | +      |
| дата и время начала и окончания срока действия сертификата                          | +       | +      |
| фамилия, имя и отчество владельца сертификата ключа подписи или псевдоним владельца | +       | +      |
| открытый ключ                                                                       | +       | +      |
| наименование и реквизиты ЦС                                                         | +       | +      |
| наименование криптографического алгоритма                                           | +       | +      |
| информацию об ограничении использования подписи                                     | +       | +      |
| указание на страну выпуска сертификата                                              | +       | -      |

Кроме этого в сертификат могут вноситься дополнительные поля.
Бумажный сертификат должен выдаваться на основании подтверждающих документов и в присутствии лица с последующим заверением подписями работника УЦ и носителя закрытого ключа.

## Российские стандарты
В России действуют свои криптографические стандарты. Использование их совместно с сертификатами описано в RFC4491: Using GOST with PKIX.